# Mau Heymans

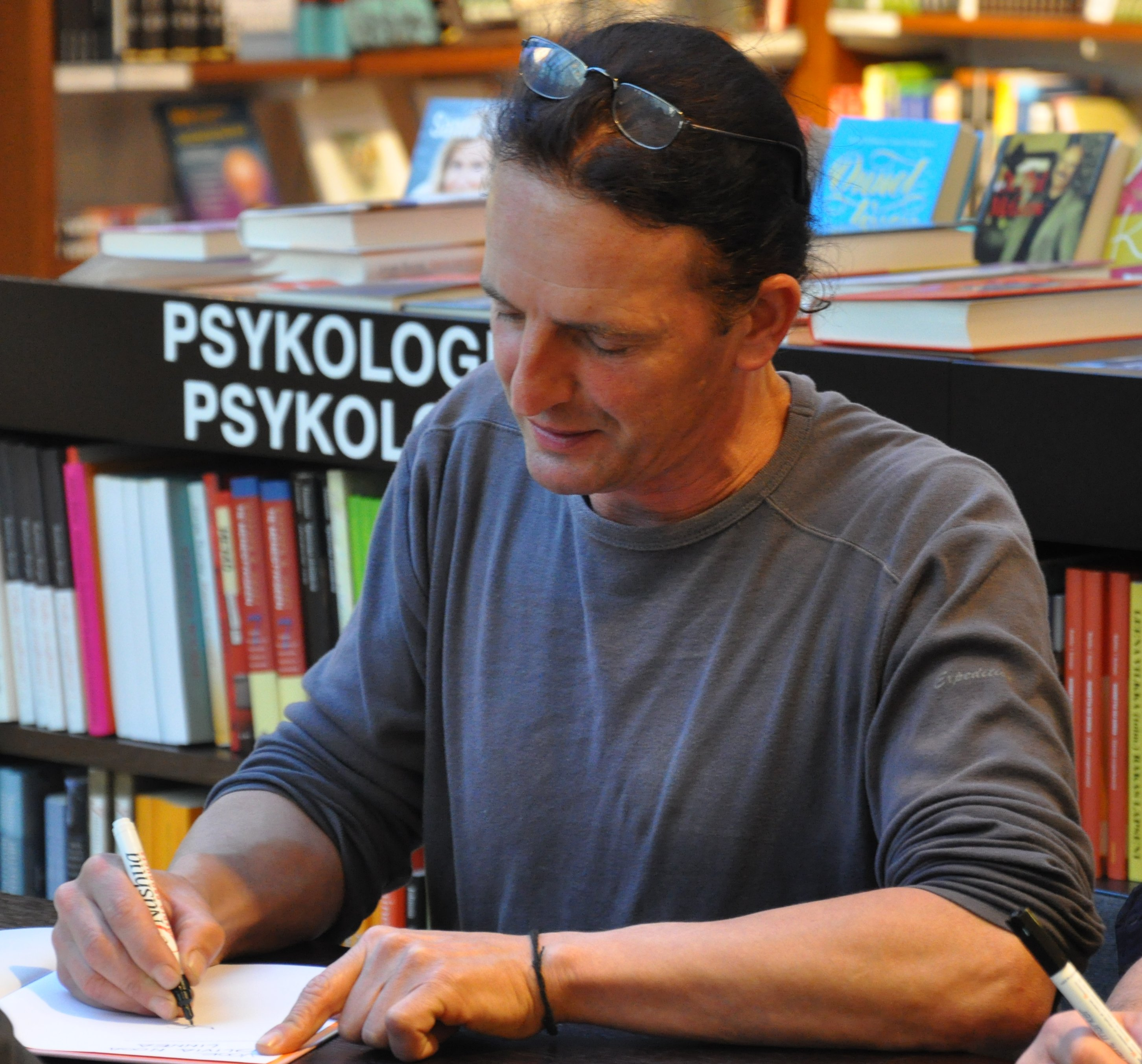
Mau Heymans (Turku, 2009)

Mau Heymans (* 14. April 1961 in Veldhoven) ist ein niederländischer Texter und Zeichner von Disney-Comics. Er und sein älterer Bruder Bas Heymans gehören zu den produktivsten und bekanntesten Disney-Zeichnern ihres Landes.

## Leben
In seiner Kindheit las Mau Heymans mit Begeisterung Disney-Comics. Eine besondere Faszination übten vor allem die Werke von Carl Barks und Daniel Branca auf ihn aus.
Später lebte Mau Heymans mit seinem Bruder Bas in Amsterdam, wo sie gemeinsam Underground Comix anfertigten. Zu dieser Zeit entdeckte Mau Heymans in einem Antiquariat Disney-Comic-Hefte, die ihm aus seiner Kindheit bekannt waren. Er dachte, er könne das Niveau einiger der neueren Zeichner erreichen. Animiert von dem Gedanken, seinen Lebensunterhalt als Comiczeichner verdienen zu können, machte sich Heymans autodidaktisch ans Zeichnen. Es dauerte fast ein Jahr, bis ihn seine Arbeit einigermaßen zufriedenstellen konnte. Auf den Rat seiner Großmutter schickte Heymans den Comic an den Oberon-Verlag. Dieser lud Mau Heymans ein und gab ihm schließlich den Auftrag, eine von Jan Kruse geschriebene Geschichte zu illustrieren. So schreibt und zeichnet Mau Heymans seit 1987 für diesen Verlag Duck-Geschichten.